# 혼술남녀
《혼술남녀》는 2016년 9월 5일부터 2016년 10월 25일까지 tvN에서 방영된 월화 드라마이다. 매회 도입부에 주요 등장인물들의 혼술(혼자 마시는 술이란 뜻으로 쓰이는 신조어)장면과 사연이 나레이션과 함께 연출 되면서 시작한다.
방송 후 이한빛 PD가 방송 제작 현장의 장시간 노동과 비정규직 차별을 문제 제기하는 유서를 남겼다. 이후 방송계 노동 환경 고발의 목소리와 대책들이 적극적으로 논의되기 시작하였다.

## 등장 인물

### 주요 인물
- 하석진 : 진정석 (진상) 역 - 한국사 강사
- 박하선 : 박하나 역 - 국어 강사
- 공명 : 진공명 역 - 9급 공무원 시험 준비생. 정석의 동생

### 공시패스 사람들
- 황우슬혜 : 황진이 역 - 영어 강사
- 민진웅 : 민진웅 역 - 행정학 강사
- 김원해 : 김원해 역 - 공시패스 원장

### 9급 공무원 시험 준비생들
- 김기범 : 김기범 역
- 김동영 : 동김영 역
- 정채연 : 정채연 역

### 그 외
- 권재희 : 정석·공명 형제의 어머니 역
- 최찬숙 : 이만순 역 - 김기범의 할머니
- 박형준 : 심 교수 역 - 정석의 선배, 정석을 학원가에 끌어들인 인물
- 이용이 : 김미경 역 - 민진웅의 어머니
- 지영우 : 황진이 제자 공무원 역
- 이수련 : 동영누나 역
- 이아진 : 국어과 최윤희 교수 역
- 이랑서 : 공시생 역

### 특별출연
- 김희원 : 진정석의 전 학원 원장 역
- 하연수 : 황주연 역 - 동영의 여자친구
- 이선재 : 국어 강사 역
- 잔나비
- 전소민 : 진정석의 소개팅녀 역 - 김원해 원장의 처제
- 조권 : 조권 역 - 공명·기범·동영의 친구
- 유형관 : 고시학원 원장 역 - 정석이 강사를 처음 시작한 학원 원장
- 장도연 : 서도연 역 - 공시패스 국어과 교수
- 장우혁 : 이진상의 친구 역
- 김지석 : 이진상 역
- 신고은 : 신고은 역 - 정채연의 대학 친구
- 이명훈 : 부산황정고 동창생 (3반) 역
- 이세영 : 부산황정고 동창생 (2반) 역
- 장도윤 : 부산황정고 동창생 (1반) 역
- 정성호 : 민진웅의 대학 선배 역
- 다이아(희현, 제니, 은진) : 공명·기범·동영의 대학 1학년 때 미팅녀들 역

### 우정출연
- 민호 : 민호 역 - 기범의 고등학교 동창, 샤이니 멤버

## 시청률
* 아래 내용은 AGB닐슨 미디어 리서치와 TNmS에서 공개한 시청률을 바탕으로 작성하였다. 빨간색 글씨는 최고 시청률, 파란색 글씨는 최저 시청률을 나타낸다.
| 2016년 | 2016년    | 2016년   | 2016년 |
| 회차   | 방송일자  | 시청률   | 시청률 |
| 회차   | 방송일자  | AGB 닐슨 | TNmS   |
| ------ | --------- | -------- | ------ |
| 제1회  | 9월 5일   | 2.922%   | 3.2%   |
| 제2회  | 9월 6일   | 3.187%   | 3.6%   |
| 제3회  | 9월 12일  | 2.453%   | 2.9%   |
| 제4회  | 9월 13일  | 3.309%   | 3.7%   |
| 제5회  | 9월 19일  | 2.556%   | 2.9%   |
| 제6회  | 9월 20일  | 2.199%   | 3.0%   |
| 제7회  | 9월 26일  | 3.271%   | 3.9%   |
| 제8회  | 9월 27일  | 3.979%   | 4.8%   |
| 제9회  | 10월 3일  | 3.624%   | 4.2%   |
| 제10회 | 10월 4일  | 4.427%   | 5.1%   |
| 제11회 | 10월 10일 | 3.686%   | 4.8%   |
| 제12회 | 10월 11일 | 4.211%   | 4.9%   |
| 제13회 | 10월 17일 | 4.045%   | 4.5%   |
| 제14회 | 10월 18일 | 4.400%   | 4.0%   |
| 제15회 | 10월 24일 | 3.700%   | 4.0%   |
| 제16회 | 10월 25일 | 5.020%   | 5.0%   |